# سفدالوکسیم
سفدالوکسیم(به انگلیسی: Cefdaloxime) (INN) یک آنتی بیوتیک سفالوسپورینی نسل سوم است. 